# Senato (Thailandia)
Il Senato (in thailandese วุฒิสภา, Wutthisapha o anche พฤฒสภา, Phruetthasapha) costituisce la camera alta dell'Assemblea nazionale del regno di Thailandia.

## Storia

### Premesse
Il colpo di Stato noto come rivoluzione siamese del 1932 che ebbe luogo il 24 giugno di quell'anno trasformò la monarchia assoluta in monarchia costituzionale. Pochi giorni dopo re Rama VII firmò la costituzione provvisoria che garantiva la continuazione della monarchia ma privò il sovrano del potere esecutivo, passato al Comitato popolare, di quello legislativo, che venne assegnato all'Assemblea popolare, e di quello giudiziario che passò alla Corte suprema.
Ben presto il potere passò nelle mani dei militari e in particolare del generale Plaek Phibunsongkhram (detto Phibun), emerso negli anni successivi come leader della fazione militare del colpo di Stato del 1932. Mantenne comunque i rapporti con il leader della fazione civile del colpo di Stato Pridi Banomyong, conosciuto come il padre della democrazia thailandese, inserendolo nei propri governi. Phibun divenne un dittatore e trascinò il Paese nella seconda guerra mondiale stringendo alleanza con l'Impero del Giappone, mentre Pridi segretamente si pose a capo del movimento anti-giapponese Seri Thai.

### Istituzione
Con la sconfitta subita nel conflitto mondiale, Phibun uscì di scena e per la prima volta i civili ebbero effettivo controllo del governo. Pridi ebbe l'egemonia in quel periodo e fu l'artefice della Costituzione del 1946, che prevedeva per la prima volta il bicameralismo. Le lezioni si svolsero nell'agosto di quell'anno e videro il trionfo dei liberali di Pridi, che si assicurarono il controllo del primo Senato nazionale e in generale del Parlamento e del governo. La costituzione del 1946 prevedeva l'elezione dei deputati alla Camera da parte dell'elettorato, mentre i senatori venivano scelti dagli stessi deputati.

### Dominio dei militari
L'ascesa al potere dei liberali scatenò la reazione delle élite monarchiche e militari, che si trovarono confinate in un ruolo di secondo piano e cooperarono per il rovesciamento del governo. Uscito indenne dal processo per crimini di guerra, Phibun aveva conservato la propria influenza sulla fazione nazionalista delle forze armate e tornò al potere con il colpo di Stato militare del novembre 1947 orchestrato dagli Stati Uniti, che lo scelsero come baluardo anti-comunista nella regione.
La costituzione fu abrogata ed ebbero fine il primo periodo di democrazia in Thailandia e la carriera politica di Pridi, costretto all'esilio. Fu l'inizio di una serie quasi ininterrotta di dittature militari nel Paese, con i due rami del Parlamento subordinati alle decisioni delle forze armate. Phibun rimase al potere fino a quando gli Stati Uniti gli preferirono il generale Sarit Thanarat e lo aiutarono ad organizzare il colpo di Stato del settembre 1957.
Le costituzioni che seguirono quella del 1946 non inclusero sempre il bicameralismo, e quando era presente i seggi del Senato furono di solito assegnati a militari o politici a essi graditi. La Costituzione del 1997 - stilata in un periodo in cui i militari erano rimasti ai margini della vita politica - spianò la strada alla possibilità di avere elezioni compiutamente democratiche e propiziò il ritorno a un compiuto bicameralismo.

### XXI secolo
Gli effetti della nuova costituzione portarono nel 2000 alle prime elezioni del Senato mai tenute in Thailandia, ai candidati fu impedito di presentarsi in rappresentanza di un partito e si presentarono quindi come indipendenti. Dei benefici della costituzione trasse vantaggio anche il magnate Thaksin Shinawatra, che fu eletto primo ministro dopo le elezioni del 2001. La sua politica populista in favore delle masse meno abbienti ebbe grande presa sull'elettorato e si pose subito in antitesi con le vecchie élite di Bangkok legate ai militari e alla monarchia, scatenando un conflitto che avrebbe caratterizzato per molti anni la politica thailandese. Fu deposto con il colpo di Stato militare del 2006, con il quale fu annullata la Costituzione del 1997, in seguito fu costretto all'esilio ma continuò a influenzare la politica nazionale con i suoi alleati, interrompendo la dittatura militare con le elezioni vinte il dicembre 2007 dalla coalizione guidata dal Partito del Potere Popolare suo alleato. Nel dicembre 2008 la Corte costituzionale sciolse il Partito del Potere Popolare e il governo passò senza elezioni al Partito Democratico, formazione conservatrice monarchica che era all'opposizione.
Si dovette attendere il luglio del 2011 per avere le nuove elezioni che furono vinte dal partito Pheu Thai guidato da Yingluck Shinawatra, sorella minore di Thaksin, la quale fu eletta primo ministro e durante la crisi politica del 2013 sciolse la Camera dei rappresentanti fissando le elezioni il 2 febbraio 2014, poi annullate dalla Corte costituzionale.
In seguito al colpo di Stato del maggio 2014 ebbe inizio una nuova dittatura militare, il Senato fu disciolto e assegnato il potere legislativo ad interim al capo della giunta militare generale Prayut Chan-o-cha. In agosto furono nominati i membri di un parlamento provvisorio unicamerale (Assemblea legislativa nazionale), la maggior parte dei quali erano ufficiali dell'esercito e della polizia scelti dalla giunta. Il 6 aprile 2017 re Vajiralongkorn controfirmò la nuova Costituzione definitiva preparata dalla giunta che aumentò i poteri dei militari garantendo loro tra l'altro la nomina dei membri del Senato alle future elezioni.
Le elezioni si tennero il 24 marzo 2019 e furono contrassegnate da gravi irregolarità da parte dei militari, che grazie anche al voto dei senatori da loro scelti poterono formare il nuovo governo di Prayut il 5 giugno successivo. I 250 senatori votarono insieme ai 500 deputati per la scelta del primo ministro, rendendo proibitiva la nomina di un candidato del fronte democratico; furono scelti dai militari nel 2019 con un mandato di 5 anni e poterono di nuovo esercitare il proprio ruolo alle elezioni del 2023.
Nel 2024, in seguito alla scadenza del mandato dei membri del Senato nominato dai militari nel 2019, secondo quanto previsto da una disposizione transitoria alla Costituzione, esso si è tramutato in un Senato ordinario di 200 membri, sebbene eletto indirettamente con un metodo molto complesso e malleato al fine di garantire ancora una certa influenza dei militari. Esso, rispetto al 2019, ha sì perso la facoltà di decidere sulla fiducia al Primo ministro (cosa che spetta ora solo alla Camera dei rappresentanti, mentre prima era congiunta), ma ha parimenti mantenuto la capacità di veto sulla legislazione e svariati poteri di nomina in istituzioni chiave del paese.